# Gabriela Lena Frank
Gabriela Lena Frank (Berkeley, Califòrnia, Estats Units, 26 de setembre, 1972), és una pianista i compositora nord-americana de música clàssica contemporània.

## Biografia
El pare de Gabriela, és d'herència jueva lituana i la seva mare és peruana, d'ascendència xinesa. Va créixer a Berkeley, Califòrnia. Els seus progenitors es van conèixer quan el seu pare era voluntari del Cos de Pau al Perú als anys 60.
Frank va rebre la llicenciatura i el màster a la Rice University i un doctorat en composició musical per la Universitat de Michigan el 2001. Ha estudiat composició amb Paul Cooper, William Albright, Leslie Bassett, William Bolcom, Michael Daugherty i Samuel Jones.

## Estil
El treball de Frank sovint es basa en el seu bagatge multicultural, especialment en l'herència peruana de la seva mare. En moltes de les seves composicions, s'obtenen els sons d'instruments llatinoamericans com la flauta de pan peruana o la guitarra charango, encara que les obres solen ser partiturades per a instruments i conjunts clàssics occidentals com l'orquestra simfònica o el quartet de corda. Ella ha dit: 
| « | "Crec que la música es pot veure com un subproducte del meu intent sempre d'esbrinar com sóc llatina i com sóc de gringa". | » |

## Vida professional
La música de Frank ha estat encarregada i interpretada pel Quartet Kronos, el virtuós de la pipa Wu Man, la Simfònica de San Francisco, la Simfònica de Houston, Chanticleer Ensemble, el Quartet de corda Chiara, el Quartet Brentano, Yo-Yo Ma i el Projecte de la Ruta de la Seda, la Fundació Marilyn Horne, el guitarrista Manuel Barrueco amb el Cuarteto Latinoamericano, el director de la King's Center de la Cambra de Singers Americana, el King's Center de Wungers American i el King's Center de la Cambra Han, la soprano Dawn Upshaw i la St. Paul Chamber Orchestra, entre d'altres. Ha rebut diversos encàrrecs del Carnegie Hall. La seva peça Concertino Cusqueño va ser encarregada i estrenada per l'Orquestra de Filadèlfia en celebració de l'inici del nou director d'aquesta organització, Yannick Nézet-Séguin. Les actuacions anteriors inclouen les de la Simfònica de Boston, la Simfònica de San Francisco, la Simfònica de Chicago, la Simfònica d'Atlanta, la Simfònica de Baltimore i la sèrie Filharmònica de Los Angeles Green Umbrella. Tenia una estrena per encàrrec amb The Cleveland Orchestra al maig de 2014 i una altra estrena per encàrrec amb la Houston Symphony el setembre de 2014.
Ha servit com a compositora resident amb moltes institucions, com ara la Simfònica Modesto, la Simfònica de Fort Worth, la Simfònica d'Indianapolis, l'Aspen Music Festival, la Simfònica de Seattle, la Simfònica de Nashville, l'Orquestra de Cambra de San Francisco i l'Orquestra Simfònica d'Annapolis. Entre 2009 i 2012, va exercir com a assessora creativa de l'orquestra de la seva ciutat natal, la Berkeley Symphony Orchestra sota la batuta de la col·laboradora freqüent Joana Carneiro abans de deixar el càrrec per dedicar-se més temps a la composició. Actualment, Frank exerceix com a compositor resident amb l'Orquestra Simfònica de Detroit sota la batuta de Leonard Slatkin i la Simfònica de Houston sota la batuta d'Andrés Orozco Estrada. Ha participat en molts festivals d'arreu del món, com ara "Music@Menlo", Tanglewood Music Festival, SongFest i amb els Chicago Chamber Players, entre d'altres.
L'any 2009 Frank va rebre la seva primera beca Guggenheim així com un premi Grammy Llatí a la millor composició de música clàssica contemporània per a danses inques (segell Tonar), escrit per al guitarrista Manuel Barrueco i el Cuarteto Latinoamericano. També va ser protagonista del seu primer documental de PBS titulat "Peregrinos" (produït pel productor guanyador d'un Emmy Aric Hartvig) sobre la seva residència amb l'Orquestra Simfònica d'Indianapolis on, amb un premi de la Fundació Joyce, va compondre una obra inspirada en les històries dels immigrants llatins a Indianapolis.
El 2010, Frank va guanyar un premi United States Artists Fellow.
Gabriela Lena Frank és membre del "Silk Road Ensemble" sota la direcció del violoncel·lista Yo Yo Ma. La seva composició Ritmos Anchinos apareix a l'àlbum Off the Map de Silk Road Ensemble (World Village & In a Circle Records, 2009). "Off the Map" va ser nominada al Grammy 2011 al millor àlbum de crossover clàssic.
També el 2011, Frank va llançar un CD complet de les seves obres, titulat "Hilos", al segell Naxos amb l'ALIAS Ensemble de Nashville, amb un nou quartet mixt escrit expressament per ALIAS. En la seva primera setmana de llançament, va entrar entre els 100 millors enregistraments clàssics de Billboard i posteriorment va rebre una rara qualificació de "10/10" per Classics Today. "Hilos" va ser nominat a un premi Grammy 2012 en la categoria de Millor interpretació de petit conjunt en què Frank toca el piano. Ha rebut més d'una dotzena de crítiques positives.
El 2012, Frank va ser patrocinada per l'Ambaixada dels EUA-Quito a l'Equador i per petits donants privats col·lectius a través d'USA Artists per compondre una nova obra per al grup equatorià La Orquesta de Instrumentos Andinos (Orquestra d'instruments andins). L'obra, "Compadre Huashayo", s'ha de tocar íntegrament amb instruments indígenes alhora que es basa en una barreja de pràctiques indígenes clàssics modernistes i tradicionals. Una vegada més, PBS va perfilar Frank en un documental, també titulat "Compadre Huashayo", que es va estrenar la tardor del 2013.
El 2013, Frank va rebre la Medalla a l'Excel·lència de l'Organització Sphinx per a joves líders destacats de la música clàssica negra i llatina. Va rebre el seu premi en una cerimònia a la Cort Suprema de Washington, D.C., reunint-se amb les jutges Sonia Sotomayor i Ruth Ginsburg. Més tard aquell any, va llançar un altre CD dels seus treballs de cambra amb Meme Ensemble al segell Albany Records.
Frank és interpretat amb freqüència pel col·lectiu Caminos del Inka sota la direcció del director d'orquestra Miguel Harth-Bedoya. Col·labora estretament amb el dramaturg guanyador del premi Pulitzer Nilo Cruz en la creació de noves obres musicals originals per a veu. La seva primera col·laboració va ser un conjunt de cançons d'orquestra per a Dawn Upshaw i la St. Paul Chamber Orchestra.
Frank també és una pianista nominada als Grammy. Ha gravat les obres completes per a piano de la compositora guanyadora del premi Pulitzer Leslie Bassett amb el segell Equilibrium. Les actuacions recents inclouen aquelles amb membres actuals i antics de la Filharmònica de Los Angeles, la Simfònica de San Francisco, l'Orquestra de Cambra Orpheus, l'Orquestra St. Luke, el Quartet Lydian, el Quartet de Manhattan i l'Orquestra Simfònica de Boston.
Frank és una compositora autònoma que va deixar la seva zona natal de la badia de San Francisco a la tardor de 2015 per iniciar una granja amb el seu marit a la ciutat de Boonville, Califòrnia, al comtat de Mendocino. El 2017, va fundar la seva pròpia escola, la "Gabriela Lena Frank Creative Academy of Music", perquè els compositors emergents treballessin amb intèrprets de renom. Viatja freqüentment per Amèrica del Nord i del Sud. També sol ser artista convidada a universitats i conservatoris, donant actuacions, conferències i lliçons.
El 2020, la Dra. Frank va rebre el 25è Premi Anual Heinz d'Arts i Humanitats pel seu treball "teixint influències llatinoamericanes en construccions clàssiques i trencant les barreres de gènere, discapacitat i culturals en la composició de música clàssica".

## Obres seleccionades

### Orquestra
- Apu: Tone Poem for Orchestra (2017) Comissionat per Carnegie Hall per a la "National Youth Orchestra" dels Estats Units d'Amèrica
- Concertino Cusqueño (2012)
- Elegía Andina (2000)
- Escaramuza (2010)
- Five Scenes (2015)
- Karnavalingo (2013)
- Leyendas: An Andean Walkabout (orquestra de cordes) (2001)
- Manchay Tiempo (Temps de la por) (2005)
- Peregrinos (2009)
- Raíces (2012)
- Requiem for a Magical America: El Día de los Muertos (versió orquestral) (2012)
- Three Latin American Dances (2004)
- Two American Portraits (2008)
- Two Peruvian Dances (per a orquestra de corda inicial) (2015)
- Walkabout: Concerto for Orchestra (2016)

### Solista(s) i orquestra
- La Centinela y la Paloma (2010) Solista: Soprano
- Compadrazgo (2007) Solistes: Piano, violoncel
- Cuentos Errantes: Four New Folk Songs (2015) Solista: Piano
- Havana Jila (2003) Violí
- Illapa: Poema de to per a flauta i orquestra (2004) Solista: flauta
- Journey of the Shadow (2013) Solista: Narrador
- La Llorona: Poema tonal per a viola i orquestra (2007) Solista: Viola
- Will-o'-the-Wisp (2013) Solista: Piccolo

### Orchestral Winds and Percussion
- Requiem for a Magical America: El Dia dels Morts (2006)

### Opera
- El último sueño de Frida y Diego (The Last Dream of Frida and Diego) (2022[11])